# Laccophilus sonorensis
Laccophilus sonorensis är en skalbaggsart som beskrevs av Elwood C. Zimmerman 1970. Laccophilus sonorensis ingår i släktet Laccophilus och familjen dykare. Inga underarter finns listade i Catalogue of Life.